# Víðgelmir

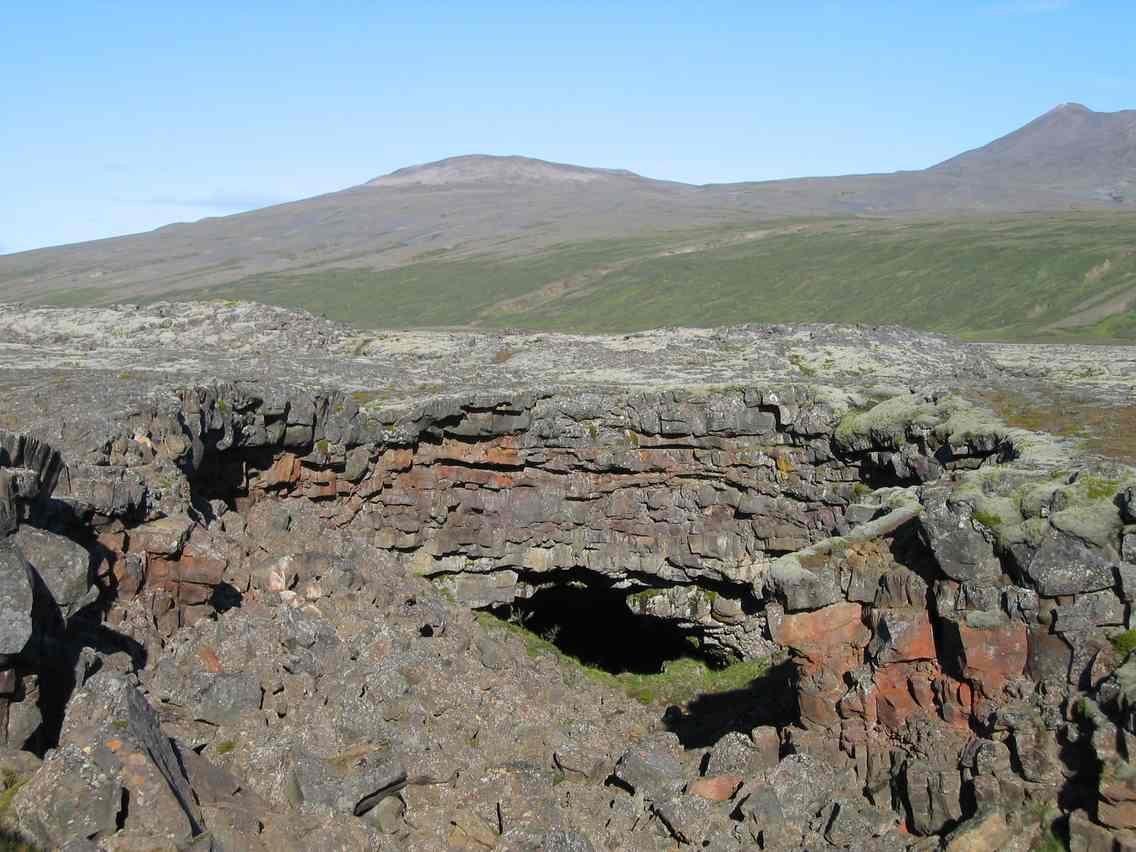
Nedgång till grottan. Berget Strútur i bakgrunden.

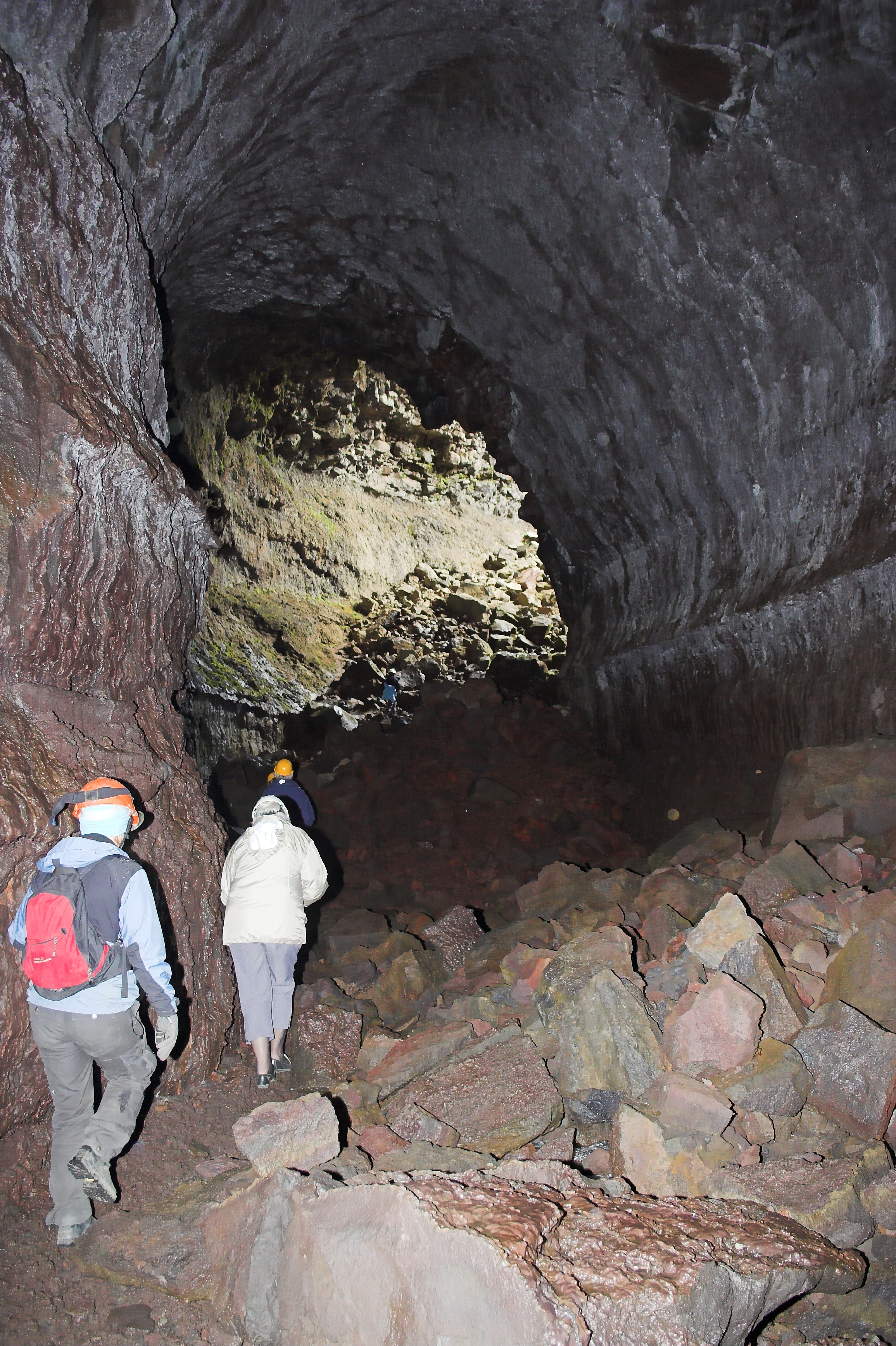
Víðgelmir

Víðgelmir är en grotta, en så kallad lavatunnel, i lavafältet Hallmundarhraun i Borgarfjörður på västra Island. Till volymen är Víðgelmir med sina 148 000 kubikmeter Islands största grotta och en av de största lavatunnlarna i världen. Dess högsta takhöjd är 15,8 meter och största bredd 16,5 meter. Grottan är 1 585 meter lång, vilket gör den till Islands tredje längsta grotta, efter Kalmanshellir med 4 035 meter och grottsystemet Surtshellir–Stefánshellir med en gemensam längd av nästan 3,5 kilometer, varav 1 970 meter tillfaller Surtshellir. Alla dessa grottor ligger i Hallmundarhraun.
Víðgelmir har bara en ingång, vilken ligger cirka två kilometer sydöst om gården Fljótstunga i Hvítársíða, där tunneltaket för mer än tusen år sedan störtade samman och bildade två stora hål. Genom dessa kan man ta sig vidare till den egentliga grottöppningen, som ger en smal passage in till den stora grottsalens norra del. Längst in i grottan finns lavastalaktiter och -stalagmiter. Liknande formationer av is, vilka ständigt förändrar utseende, finns också i stor mängd nära grottans öppning. Under långa perioder har denna isbildning varit så stark att isen helt har tillslutit öppningen till grottan som då har blivit oåtkomlig. Så var exempelvis fallet åren 1918–1930.
Víðgelmir bildades samtidigt med Hallmundarhraun genom ett vulkanutbrott vid Langjökull omkring 935–940. Det finns ett kväde, Hallmundarkviða, som troligen diktades av ett samtida ögonvittne. Här berättas i tredje strofen om varma källor som uppstod efter utbrottet. Det är sannolikt att även lavagrottorna lång tid efteråt behöll en viss värme, varför de snart blev hemvist för både fredlösa och för förrymda irländska trälar. Om detta berättas i Landnámabók och i flera isländska sagor. Men det är framför allt Surtshellir som brukar nämnas i detta sammanhang. Víðgelmir har troligen alltid varit mer svårtillgänglig. Vid en arkeologisk undersökning i grottan 1993 påträffades dock både ben och människotillverkade föremål, varför det kan sägas med säkerhet att också Víðgelmir har varit bebodd. Fynden daterades till omkring år 1000.
Víðgelmir har varit fridlyst som naturminne sedan 1993 och får endast besökas under guidade turer. Orsaken är att man vill skydda grottans lava-strån (hraunstrá) från förstörelse. Lavastrån är tunna, från taket nedhängande, lavastalaktiter som lätt kan brytas.